# Sassetot-le-Mauconduit
Sassetot-le-Mauconduit är en kommun i departementet Seine-Maritime i regionen Normandie i norra Frankrike. Kommunen ligger i kantonen Valmont som tillhör arrondissementet Le Havre. År 2022 hade Sassetot-le-Mauconduit 1 003 invånare.

## Befolkningsutveckling
Antalet invånare i kommunen Sassetot-le-Mauconduit
| Referens: INSEE |